# Gennaro Bracigliano
Gennaro Bracigliano (Forbach, 1º marzo 1980) è un allenatore di calcio ed ex calciatore francese, di ruolo portiere. Allenatore dei portieri del Nancy 2.

## Palmarès

### Club

#### Competizioni nazionali
- Campionato francese di seconda divisione: 1

Nancy: 2004-2005
- Coppa di Lega francese: 2

Nancy: 2005-06
Olympique Marsiglia: 2011-12
- Supercoppa francese: 1

Olympique Marsiglia: 2011

## Curiosità
È di lontane origini italiane visto che i suoi avi sono nati ad Acigliano, una frazione di Mercato San Severino in provincia di Salerno, suo zio è Vincent Bracigliano, ex calciatore francese .